# Установка фракціонування Армстронг
Установка фракціонування Армстронг – підприємство нафтогазової промисловості на півдні Техасу, котре здійснює розділення зріджених вуглеводневих газів (ЗВГ).
За півтори сотні кілометрів на південний захід від Х’юстона розташований газопереробний завод Армстронг, котрий здійснює підготовку вуглеводнів, видобутих у басейні Ігл-Форд. Його особливістю є наявність власної установки фракціонування, котра дозволяє розділяти суміш гомологів метану з отриманням пропану, суміші бутанів і фракції С5+. В подальшому ці продукти можуть подаватись споживачам через трубопровідну систему South Texas NGL або вивозитись автотранспортом.
Потужність установки Армстронг доволі незначна на тлі інших аналогічних підприємств Техасу – станом на 2010 рік цей показник був меншим за 20 тисяч барелів на добу. Крім того, вона не могла виділяти потрібний для нафтохімії етан.
Можливо також відзначити, що з початком «сланцевої революції» в басейні Ігл-Форд відбулось стрімке зростання видобутку ЗВГ. При цьому, коли у 2012-му неподалік від ГПЗ Армстронг став до роботи потужний ГПЗ Йона, здатний виділяти 37 тисяч барелів суміші ЗВГ на добу, її розділення організували у надпотужному центрі фракціонування Монт-Белв’ю, до якого проклали трубопровід довжиною понад дві з половиною сотні кілометрів.